# カクエキ!
『カクエキ!』は、テレビ朝日で2023年11月18日から放送されている旅番組。
ジャニーズJr.（現：ジュニア）メインの番組として2023年11月4日まで放送されていた『#裸の少年』が打ち切りとなったため、その後継番組として放送開始。
前番組同様、引き続きジュニアのメンバーが週替わりで出演する。

## 概要
※以下、ジュニアメンバーについては2025年2月16日にグループの見直しがあったため、所属グループ名については当該出演日時点でのものを記載している。
番組開始当初は、「聞いたことがあっても降りたことがない駅」（主に、その路線で利用者が最下位かそれに近い駅）を毎回1駅取り上げ、ジュニアメンバー2,3名と芸人がロケを行い、オリジナルの絵地図を作成するという内容で放送を開始した。番組タイトルの『カクエキ!』は、地図を「描く（カク）」と、駅（エキ）をかけている。
2024年8月24日放送より、訪れた駅周辺のグルメを3,4個堪能し、それらの1週間の売り上げや、創業年数などの順位を全て当てる「カクエキダービー」としてリニューアルされた。リニューアルに伴い、番組名の本来の意味である絵地図作成は廃止され、北千住駅などの利用者の多い駅周辺もとりあげるようになった。ルールは以下のとおり。
- ロケ参加者、スタジオ出演者全員が予想を行う（久保田アナを除く）。
- ロケ参加者に対しては、各店舗で試食後にカードを引く。1枚だけ「LCC」（Lucky Chance Card、ラッキーチャンスカード）があり、それを引いた人だけ、LCCをめくると重要なヒントが書かれていて見ることができる。開始当初は、スタジオ出演者は試食ができないハンデこそあるが、LCCは全部見れてしまうため、スタジオ出演者が有利とされていた。そのため、2024年9月28日放送からは、回によってはLCCの一部は予想終了まで非公開（結果発表後に公開）とするルールに変更された。
- 全て順番通りに正解した人には星1つが与えられ、星が5個になると、これまでに訪れた店舗の中から好きなグルメを堪能することができる。
  - ただし、ジュニアメンバー・ロケの芸人が週替わり出演なのに対し、MCの柴田は毎週予想できるため、ハンデとして外した場合は星1つ没収となる（2024年8月31日放送での追加ルール）。それでも同年9月28日に5連続的中で星5個を達成。しかしこの間、前述のLCCが全部見れてしまっていた等不公平との意見が相次いだため、一旦グルメ堪能はお預けで、別途柴田に必要な星の数は要相談という扱いとなった。なお、前述の星1つ没収のルールは生きており、同年10月12日放送で初めて外したため、星1つ没収が適用された。
  - その後、同年11月2日放送でルールが確定し、柴田及び当日スタジオ出演の猪狩蒼弥（HiHi Jets）の2名について（柴田が無茶振りで、猪狩も対象にするなら星10個で条件を呑むと発言したことをスタッフが真に受けたことで）、星10個をゴールとすることで決定した。なお、柴田には引き続き予想を外した場合に星1つ没収が継続されるが、猪狩には適用されない。なおこの日の放送で、猪狩（スタジオ出演）と那須雄登（美 少年、ロケ出演）が星5個を達成したが、那須はこれで初のご褒美確定者となった一方、猪狩はルール変更により対象から外れるという不運に見舞われた。
    - 2025年4月12日放送で、柴田と猪狩（KEY TO LIT）への特別ルールがあまりに厳しいということから見直しされることになり、柴田は3週連続的中でご褒美、猪狩は星7個でご褒美と見直された。

  - 更に同年11月30日放送で追加ルールとして、ご褒美ロケは達成者が4,5人集まった段階で初めて実施されることが発表された。2025年4月26日現在で達成者は、前述の那須（2024年11月2日達成）、浮所飛貴（ACEes、2025年2月22日達成）、コカドケンタロウ（ロッチ、2025年4月19日達成）、井上瑞稀（KEY TO LIT、2025年4月26日達成）の4名であり、当初の予定では4名なのでご褒美ロケの実施は可能な状態だが、実現には至っていない。

## 出演者
スタジオ、ロケ両方
- ジュニアメンバー（スタジオ、ロケ共に2,3名が毎週交代で出演。スタジオの内1名は、関西ジュニアメンバー[注 2]。）

スタジオパート
2名とも番組MC
- 柴田英嗣（アンタッチャブル） - 前身番組から続投
- 久保田直子（テレビ朝日アナウンサー） - 前身番組から続投

ロケパート
週替わりで芸人が出演。

## 放送リスト

### 2023年
| 回 | 放送日   | 取り上げられた駅 | 取り上げられた駅     | ロケ出演者                                                                    | スタジオ出演者(除くMC)                                                  |
| -- | -------- | ---------------- | -------------------- | ----------------------------------------------------------------------------- | ----------------------------------------------------------------------- |
| 1  | 11月18日 | 千駄ヶ谷         | JR中央・総武線緩行線 | 猪狩蒼弥（HiHi Jets）、佐藤龍我（美 少年）、コカドケンタロウ（ロッチ）        | 岩﨑大昇（美 少年）、中村嶺亜（7 MEN 侍）、福本大晴（Aぇ! group）       |
| 2  | 11月25日 | 田端             | JR山手線             | 佐藤龍我・那須雄登・浮所飛貴（美 少年）、コカドケンタロウ（ロッチ）           | 藤井直樹（美 少年）、田村海琉（少年忍者）、嶋﨑斗亜（Lil かんさい）     |
| 3  | 12月2日  | 祐天寺           | 東急東横線           | 猪狩蒼弥（HiHi Jets）、本髙克樹・佐々木大光（7 MEN 侍）、江上敬子（ニッチェ） | 浮所飛貴（美 少年）、深田竜生（少年忍者）、真弓孟之（AmBitious）        |
| 4  | 12月9日  | 等々力           | 東急大井町線         | 岩崎大昇・佐藤龍我・金指一世（美 少年）、草薙航基・宮下兼史鷹（宮下草薙）     | 髙橋優斗（HiHi Jets）、西村拓哉（Lil かんさい）、檜山光成（少年忍者）   |
| 5  | 12月16日 | 下高井戸         | 京王線               | 猪狩蒼弥（HiHi Jets）、川﨑星輝・織山尚大（少年忍者）、中岡創一（ロッチ）     | 岡﨑彪太郎（Lil かんさい）、髙橋優斗（HiHi Jets）、中村嶺亜（7 MEN 侍） |

### 2024年
| 回 | 放送日   | 取り上げられた駅                                     | 取り上げられた駅           | ロケ出演者                                                                                   | スタジオ出演者(除くMC)                                                    |
| -- | -------- | ---------------------------------------------------- | -------------------------- | -------------------------------------------------------------------------------------------- | ------------------------------------------------------------------------- |
| 6  | 1月13日  | 馬喰町                                               | JR総武線快速               | 猪狩蒼弥・井上瑞稀・髙橋優斗（HiHi Jets）、山本浩司・関太（タイムマシーン3号）               | 川﨑皇輝（少年忍者)、草間リチャード敬太（Aぇ!group）、佐藤龍我（美 少年） |
| 7  | 1月20日  | 大塚                                                 | JR山手線                   | 猪狩蒼弥（HiHi Jets）、岩﨑大昇（美 少年）、内村颯太（少年忍者）、コカドケンタロウ（ロッチ） | 浮所飛貴（美少年）、嶋﨑斗亜（Lil かんさい）、橋本涼（HiHi Jets）         |
| 8  | 1月27日  | 半蔵門                                               | 東京メトロ半蔵門線         | 井上瑞稀、髙橋優斗（HiHi Jets）、那須雄登（美 少年）、山本浩司・関太（タイムマシーン3号）    | 大西風雅（Lil かんさい）、深田竜生（少年忍者）、矢花黎（7 MEN 侍）        |
| 9  | 2月3日   | 亀戸                                                 | JR中央・総武線             | 岩崎大昇、藤井直樹、本高克樹、ヒデ（ペナルティ）                                             | 猪狩蒼弥、高橋優斗、當間琉巧                                              |
| 10 | 2月10日  | 新馬場                                               | 京浜急行電鉄本線           | 岩崎大昇、佐藤龍我、高橋優斗、ヒデ（ペナルティ）                                             | 橋本涼、藤井直樹                                                          |
| 11 | 2月17日  | 三ノ輪                                               | 東京メトロ日比谷線         | 猪狩蒼弥、井上瑞稀、高橋優斗、コカドケンタロウ（ロッチ）                                     | 浮所飛貴、那須雄登、岡崎彪太郎                                            |
| 12 | 2月24日  | 茗荷谷                                               | 東京メトロ丸ノ内線         | 金指一世、佐藤龍我、藤井直樹、山本浩司・関太（タイムマシーン3号）                            | 髙橋優斗、永岡蓮王、本高克樹                                              |
| 13 | 3月2日   | 幡ヶ谷                                               | 京王新線                   | 猪狩蒼弥、那須雄登、元木湧、松陰寺太勇・シュウペイ（ぺこぱ）                                 | 井上一太、作間龍斗、中村嶺亜                                              |
| 14 | 3月9日   | 神楽坂                                               | 東京メトロ東西線           | 井上瑞稀、作間龍斗、橋本涼、松陰寺太勇・シュウペイ（ぺこぱ）                                 | 浮所飛貴、大西風雅、深田竜生                                              |
| 15 | 3月16日  | 本所吾妻橋                                           | 都営浅草線                 | 中村嶺亜、深田竜生、藤井直樹、山本浩司・関太（タイムマシーン3号）                            | 猪狩蒼弥、矢花黎                                                          |
| 16 | 3月23日  | 代々木八幡                                           | 小田急線                   | 浮所飛貴、作間龍斗、本高克樹、平子祐希（アルコ&ピース）                                      | 岩崎大昇、大西風雅、高橋優斗                                              |
| 17 | 4月6日   | 新井薬師前                                           | 西武新宿線                 | 猪狩蒼弥、作間龍斗、長瀬結星、チャンカワイ（Wエンジン）                                      | 佐藤龍我、中村嶺亜、藤井直樹                                              |
| 18 | 4月13日  | あざみ野                                             | 東急田園都市線             | 岩崎大昇、浮所飛貴、作間龍斗、江上敬子・近藤くみこ（ニッチェ）                               | 猪狩蒼弥、大西風雅、佐々木大光                                            |
| 19 | 4月20日  | 伊勢佐木長者町                                       | 横浜市営地下鉄ブルーライン | 井上瑞稀、高橋優斗、矢花黎、江上敬子・近藤くみこ（ニッチェ）                                 | 青木滉平、浮所飛貴、菅田琳寧                                              |
| 20 | 4月27日  | 西新井                                               | 東武スカイツリーライン     | 青木滉平、川崎星輝、黒田光輝、コカドケンタロウ（ロッチ）                                     | 大西風雅、中村嶺亜、藤井直樹                                              |
| 21 | 5月4日   | 三郷                                                 | JR武蔵野線                 | 岩崎大昇、浮所飛貴、那須雄登、コカドケンタロウ（ロッチ）                                     | 今野大輝、菅田琳寧、矢花黎                                                |
| 22 | 5月11日  | 下板橋                                               | 東武東上線                 | 井上瑞稀、中村嶺亜、元木湧、江上敬子・近藤くみこ（ニッチェ）                                 | 浮所飛貴、大西風雅、佐藤龍我                                              |
| 23 | 5月18日  | 西荻窪                                               | JR中央・総武線             | 青木滉平、作間龍斗、菅田琳寧、江上敬子・近藤くみこ（ニッチェ）                               | 織山尚大、佐藤龍我、矢花黎                                                |
| 24 | 5月25日  | 清澄白河                                             | 都営大江戸線               | 作間龍斗、佐藤龍我、本高克樹、山本浩司・関太（タイムマシーン3号）                            | 浦陸斗、高橋優斗、藤井直樹                                                |
| 25 | 6月1日   | 三河島                                               | JR常磐線快速               | 井上瑞稀、高橋優斗、深田竜生、山本浩司・関太（タイムマシーン3号）                            | 浮所飛貴、河下楽、作間龍斗                                                |
| 26 | 6月8日   | 堀切菖蒲園                                           | 京成本線                   | 青木滉平、浮所飛貴、中村嶺亜、コカドケンタロウ（ロッチ）                                     | 井上瑞稀、岡佑吏、橋本涼                                                  |
| 27 | 6月15日  | 曙橋                                                 | 都営新宿線                 | 佐藤龍我、深田竜生、藤井直樹、むらきゃみ・加納（Aマッソ）                                    | 髙橋優斗、元木湧、吉川太郎                                                |
| 28 | 6月29日  | 用賀                                                 | 東急田園都市線             | 青木滉平、浮所飛貴、作間龍斗、あんり・田辺智加（ぼる塾）                                     | 猪狩蒼弥、川﨑皇輝、當間琉巧                                              |
| 29 | 7月6日   | 竹ノ塚                                               | 東武スカイツリーライン     | 佐々木大光、佐藤龍我、矢花黎、あんり・田辺智加（ぼる塾）                                     | 井上瑞稀、角紳太郎、橋本涼                                                |
| 30 | 7月13日  | 水天宮前                                             | 東京メトロ半蔵門線         | 作間龍斗、髙橋優斗、橋本涼、チャンカワイ（Wエンジン）                                        | 猪狩蒼弥、嵜本孝太朗、藤井直樹                                            |
| 31 | 7月20日  | 曳舟                                                 | 東武スカイツリーライン     | 井上瑞稀、作間龍斗、本髙克樹、山本浩司・関太（タイムマシーン3号）                            | 髙橋優斗、竹村実悟、真弓孟之                                              |
| 32 | 7月27日  | 入谷                                                 | 東京メトロ日比谷線         | 佐藤龍我、髙橋優斗、本髙克樹、山本浩司・関太（タイムマシーン3号）                            | 北村仁太郎、末永光、橋本涼                                                |
| 33 | 8月3日   | 東京テレポート                                       | 東京臨海高速鉄道りんかい線 | 今野大輝、佐々木大光、中村嶺亜、江上敬子（ニッチェ）                                         | 阿達慶、浮所飛貴、西村拓哉                                                |
| 34 | 8月10日  | 早稲田                                               | 東京メトロ東西線           | 井上瑞稀、髙橋優斗、橋本涼、チャンカワイ（Wエンジン）                                        | 佐藤龍我、嶋﨑斗亜、本髙克樹                                              |
| -  | 8月17日  | “何回でも食べたい”衝撃グルメ11連発!!                 |                            |                                                                                              | ジュニア                                                                  |
| 35 | 8月24日  | 蒲田                                                 | JR京浜東北線               | 猪狩蒼弥、佐藤龍我、髙橋優斗、江上敬子（ニッチェ）                                           | 井上瑞稀、亀井海聖、千井野空翔                                            |
| 36 | 8月31日  | 岩本町                                               | 都営新宿線                 | 岩﨑大昇、金指一世、佐藤龍我、コカドケンタロウ（ロッチ）                                     | 猪狩蒼弥、髙橋優斗、渡辺惟良                                              |
| 37 | 9月14日  | 神保町                                               | 東京メトロ半蔵門線         | 浮所飛貴、那須雄登、藤井直樹、コカドケンタロウ（ロッチ）                                     | 岩倉司、作間龍斗、髙橋優斗                                                |
| 38 | 9月21日  | 高円寺                                               | JR中央・総武線             | 井上瑞稀、浮所飛貴、橋本涼、中谷・阪本（マユリカ）                                           | 金指一世、中川惺太、那須雄登                                              |
| 39 | 9月28日  | 大井町                                               | JR京浜東北線               | 岩﨑大昇、金指一世、作間龍斗、あんり・田辺智加（ぼる塾）                                     | 猪狩蒼弥、鈴木瑛朝、那須雄登                                              |
| 40 | 10月5日  | 北千住                                               | 東京メトロ日比谷線         | 岩﨑大昇、浮所飛貴、橋本涼、山本浩司・関太（タイムマシーン3号）                              | 猪狩蒼弥、金指一世、那須雄登                                              |
| 41 | 10月12日 | 浅草                                                 | 東京メトロ銀座線           | 作間龍斗、那須雄登、藤井直樹、あんり・田辺智加（ぼる塾）                                     | 井上瑞稀、浮所飛貴、小山十輝                                              |
| 42 | 10月19日 | 武蔵小山                                             | 東急目黒線                 | 青木滉平、川﨑星輝、深田竜生、中谷・阪本（マユリカ）                                         | 井上瑞稀、佐藤龍我、丸岡晃聖                                              |
| 43 | 10月26日 | 町屋                                                 | 東京メトロ千代田線         | 井上瑞稀、岩﨑大昇、那須雄登、山本浩司・関太（タイムマシーン3号）                            | 浮所飛貴、作間龍斗、橋本涼                                                |
| 44 | 11月2日  | 原宿                                                 | JR山手線                   | 浮所飛貴、作間龍斗、那須雄登、コカドケンタロウ（ロッチ）                                     | 猪狩蒼弥、佐藤龍我、森ケイン                                              |
| 45 | 11月9日  | 渋谷                                                 |                            | 浮所飛貴、小山十輝、那須雄登、かなで（３時のヒロイン）                                       | 伊藤篤志、佐々木大光、本髙克樹                                            |
| 46 | 11月16日 | 新宿三丁目                                           |                            | 竹村実悟、那須雄登、藤井直樹、酒井貴士・林田洋平（ザ・マミィ）                               | 猪狩蒼弥、井上一太、鍋田大成                                              |
| 47 | 11月23日 | 表参道                                               |                            | 佐藤龍我、菅田琳寧、那須雄登                                                                 | 岡佑吏、中村嶺亜、藤井直樹                                                |
| 48 | 11月30日 | 神田                                                 |                            | 佐藤龍我、菅田琳寧、本髙克樹、那須晃行・中西茂樹（なすなかにし）                             | 浮所飛貴、大内リオン、田村海琉                                            |
| 49 | 12月7日  | 自由が丘                                             | 東急東横線                 | 阿達慶、佐藤龍我、藤井直樹、中谷・阪本（マユリカ）                                           | 浦陸斗、岸蒼太、那須雄登                                                  |
| 50 | 12月14日 | 東京                                                 |                            | 猪狩蒼弥、佐々木大光、千井野空翔、那須晃行・中西茂樹（なすなかにし）                         | 永岡蓮王、中村嶺亜、藤井直樹                                              |
| -  | 12月21日 | 年末特別編 まだ間に合う!! ふるさと納税返礼品ダービー |                            |                                                                                              | 猪狩蒼弥、井上瑞稀、岩﨑大昇、佐藤龍我                                    |

### 2025年
| 回 | 放送日  | 取り上げられた駅 | 取り上げられた駅   | ロケ出演者                                                               | スタジオ出演者(除くMC)                                                      |
| -- | ------- | ---------------- | ------------------ | ------------------------------------------------------------------------ | --------------------------------------------------------------------------- |
| 51 | 1月11日 | 上野             |                    | 佐々木大光、佐藤龍我、那須雄登、中谷・阪本（マユリカ）                   | 猪狩蒼弥、内村颯太、丸岡晃聖                                                |
| 52 | 1月18日 | 代々木上原       |                    | 佐々木大光、関翔馬、那須雄登、山本浩司・関太（タイムマシーン3号）        | 井上瑞稀、中川惺太、藤井直樹                                                |
| 53 | 1月25日 | 御茶ノ水         |                    | 浮所飛貴、羽村仁成、藤井直樹、山本浩司・関太（タイムマシーン3号）        | 亀井海聖、橋本涼、松浦銀志                                                  |
| 54 | 2月1日  | 月島             |                    | 猪狩蒼弥、千井野空翔、那須雄登、あんり・田辺智加（ぼる塾）               | 岩﨑大昇、作間龍斗、角紳太郎                                                |
| 55 | 2月8日  | 両国             |                    | 井上瑞稀、佐々木大光、藤井直樹、あんり・田辺智加（ぼる塾）               | 作間龍斗、千井野空翔、西村拓哉                                              |
| 56 | 2月15日 | 浅草             | つくばエクスプレス | 井上瑞稀、佐藤龍我、竹村実悟、コカドケンタロウ（ロッチ）                 | 岩﨑大昇、織山尚大、野田開仁                                                |
| 57 | 2月22日 | 中目黒           |                    | 橋本涼、藤井直樹、本髙克樹、酒井貴士・林田洋平（ザ・マミィ）             | 阿達慶、伊藤篤志、浮所飛貴                                                  |
| 58 | 3月1日  | 赤坂             |                    | 佐藤龍我、那須雄登、檜山光成、熊元プロレス・稲田美紀（紅しょうが）       | 岩﨑大昇、中川惺太、鍋田大成                                                |
| 59 | 3月8日  | 中野             |                    | 岩﨑大昇、今野大輝、本髙克樹、赤羽健壱・児玉智洋（サルゴリラ）           | 岡佑吏、黒田光輝、鈴木瑛朝                                                  |
| 60 | 3月15日 | 大山             |                    | 浮所飛貴、佐藤龍我、橋本涼、山本浩司・関太（タイムマシーン3号）          | 岩﨑大昇、関翔馬、丸岡晃聖                                                  |
| 61 | 3月22日 | 池袋             |                    | 岩﨑大昇、ヴァサイェガ渉、元木湧、山本浩司・関太（タイムマシーン3号）    | 亀井海聖、深田竜生、三村航輝                                                |
| 62 | 3月29日 | 田町             |                    | 岩﨑大昇、久保廉、黒田光輝、大鶴肥満・檜原洋平（ママタルト）             | 猪狩蒼弥、西村拓哉、堀口由翔                                                |
| 63 | 4月5日  | 池尻大橋         |                    | 今野大輝、橋本涼、矢花黎、福田薫・益子卓郎（U字工事）                    | 井上瑞稀、岡﨑彪太郎、上原剣心                                              |
| 64 | 4月12日 | 吉祥寺           |                    | 長瀬結星、橋本涼、檜山光成、福田薫・益子卓郎（U字工事）                  | 猪狩蒼弥、大内リオン、竹村実悟                                              |
| 65 | 4月19日 | 柴又             |                    | 岩﨑大昇、織山尚大、豊田陸人、コカドケンタロウ（ロッチ）                 | 千井野空翔、中村嶺亜、真弓孟之                                              |
| 66 | 4月26日 | 池袋             |                    | 井上瑞稀、織山尚大、中村嶺亜、尾形貴弘（パンサー）                       | 岸蒼太、西村拓哉、檜山光成                                                  |
| 67 | 5月3日  | 銀座             |                    | 安嶋秀生、菅田琳寧、矢花黎、チャンカワイ（Wエンジン）                    | 岡﨑彪太郎、川﨑皇輝、田仲陽成                                              |
| 68 | 5月10日 | 新橋             |                    | 井上瑞稀、中村嶺亜、元木湧、尾形貴弘（パンサー）                         | 大西風雅、菅田琳寧、羽村仁成                                                |
| 69 | 5月17日 | 銀座             |                    | 川﨑皇輝、菅田琳寧、豊田陸人、チャンカワイ（Wエンジン）                  | 織山尚大、嶋﨑斗亜、竹村実悟                                                |
| 70 | 5月24日 | 経堂             |                    | 岩﨑大昇、織山尚大、竹村実悟、那須晃行・中西茂樹（なすなかにし）         | 野田開仁、橋本涼、本髙克樹                                                  |
| 71 | 5月31日 | 築地             |                    | 阿達慶、佐藤龍我、深田竜生、あんり・田辺智加（ぼる塾）                   | 浮所飛貴、中村嶺亜、西村拓哉                                                |
| 72 | 6月7日  | 神保町           |                    | 川﨑星輝、今野大輝、本髙克樹、中谷・阪本（マユリカ）                     | 嶋﨑斗亜、鈴木瑛朝、那須雄登                                                |
| 73 | 6月14日 | 原宿             |                    | 井上瑞稀、佐藤龍我、千井野空翔、あんり・田辺智加（ぼる塾）               | 岩﨑大昇、深田竜生、渡邉大我                                                |
| 74 | 6月21日 | 下北沢           |                    | 猪狩蒼弥、岩﨑大昇、織山尚大、山本浩司・関太（タイムマシーン3号）        | 稲葉通陽、川﨑星輝、今野大輝、菅田琳寧、 鈴木悠仁、橋本涼、本髙克樹、矢花黎 |
| 75 | 6月28日 | 新大久保         |                    | 岩﨑大昇、長瀬結星、元木湧、福田麻貴（3時のヒロイン）                    | 稲葉通陽、川﨑星輝、今野大輝、菅田琳寧、 鈴木悠仁、橋本涼、本髙克樹、矢花黎 |
| 76 | 7月12日 | 湯島             |                    | 岩﨑大昇、深田竜生、渡辺惟良、福田麻貴（3時のヒロイン）                  | 稲葉通陽、川﨑星輝、今野大輝、菅田琳寧、 鈴木悠仁、橋本涼、本髙克樹、矢花黎 |
| 77 | 7月19日 | 巣鴨             |                    | 那須雄登、檜山光成、元木湧、コカドケンタロウ（ロッチ）                   | 稲葉通陽、川﨑星輝、今野大輝、菅田琳寧、 鈴木悠仁、橋本涼、本髙克樹、矢花黎 |
| 78 | 7月26日 | 門前仲町         |                    | 青木滉平、猪狩蒼弥、千井野空翔、熊元プロレス・稲田美紀（紅しょうが）     | 岩﨑大昇、佐々木大光、嶋﨑斗亜                                              |
| 79 | 8月2日  | 錦糸町           |                    | 鈴木瑛朝、那須雄登、深田竜生、コカドケンタロウ（ロッチ）                 | 浮所飛貴、大西風雅、佐々木大光                                              |
| 80 | 8月9日  | 日本橋           |                    | 猪狩蒼弥、豊田陸人、元木湧、ガク（真空ジェシカ）、酒井貴士（ザ・マミィ） | 浮所飛貴、岡﨑彪太郎、那須雄登                                              |
| 81 | 8月16日 | 代々木上原       |                    | 浮所飛貴、岡﨑彪太郎、那須雄登、山本浩司・関太（タイムマシーン3号）      | 浮所飛貴、嶋﨑斗亜、松尾龍                                                  |

## ネット局と放送時間
| 放送地域   | 放送局     | 放送時間                     | 備考 |
| ---------- | ---------- | ---------------------------- | --- |
| 関東広域圏 | テレビ朝日 | 土曜 16:00 - 16:30           | 制作局 |
| 宮城県     | 東日本放送 | 月曜 1:05 - 1:35（日曜深夜） | 2024年2月5日より放送。約2ヶ月半遅れ。 同年1月までは同枠で『#裸の少年』を放送しており、引き続き遅れネットしている。 |

## 放送休止・変更
- 2024年6月22日、当初は通常通り放送予定だったが、13:30 - 放送の『バスケットボール男子 パリ五輪直前強化試合 日本×オーストラリア』が放送時間を10分延長した兼ね合いで放送休止となった（前枠の『なにわ男子の逆転男子』は10分繰り下げて放送。本枠は10分短縮した上で『バスケ☆FIVE パリ五輪直前スペシャル』を臨時編成）[2]。

## スタッフ
- 構成：石原健次、小杉四駆郎
- カメラ：辺見洋
- 音声：林侑希
- 美術：北浦浩一郎
- 美術進行：田口浩子
- メイク：佐野真夏
- 車両：東名運輸
- リサーチ：岩間丈倫、伊藤史
- 編集：千葉雄斗、井上瑞貴、稲垣俊汰
- MA：末長美有
- 音効：大峡邦彦、飯野大河
- 編成：村山良太
- 宣伝：齋藤梨枝
- デスク：永野智子
- 技術協力：ヌーベルアージュ、HitPoint、東京オフラインセンター
- 美術協力：テレビ朝日クリエイト
- 制作協力：オフィスぼくら
- 制作スタッフ：川野広大、石山和弥、伊藤瑛里子、神邊美海、嘉瀬井颯馬、足立暖樹、丸田真誠
- AP：小林智武、植木やよい
- ディレクター：井筒栄志、栗原大祐、矢野昭彦、浦嵜優、加用裕紀、徳永高、松尾竜二、萩原妃奈子
- 演出：笹田和宏
- プロデューサー：藤本周二、細越貴子（オフィスぼくら）
- ゼネラルプロデューサー：藤城剛（2025年7月19日から）
- 制作：テレビ朝日ビジネスソリューション本部 コンテンツ編成局第1制作部（2025年7月19日から）
- 制作著作：テレビ朝日

### 過去のスタッフ
- 構成：白野敦久
- 美術進行：三木晴加
- 音効：岩谷知朗
- 編成：熊谷和也、土井泰樹
- 宣伝：村上理絵
- 制作スタッフ︰小川麻里奈、河野祥大、小田切李緒、山際晴樹、白鳥寛大
- 演出：畠中洋介
- ゼネラルプロデューサー：奥田創史（2025年7月12日まで）
- 制作：テレビ朝日ビジネスソリューション本部 コンテンツ編成局第2制作部（2025年7月12日まで）